# Sabina Chebichi
Sabina Chebichi  née en 1959 dans le comté d'Elgeyo Marakwet en  Nairob au Kenya, est une ancienne coureuse de demi-fond , connue sous le nom de « princesse du jupon »,.

## Biographie

### Naissance et formation
Sabina Chebichi est née en 1959 dans le comté d'Elgeyo Marakwet, au nord-ouest de Nairobi, au Kenya. Elle fréquente l'école primaire de Kipsaos.

### Parcours professionnel
Chebichi commence sa carrière sportive en 1972, remportant sa première course à Kechiko. Lorsque la nouvelle d'une écolière concourant sans tenue s'est répandue dans les médias, Feisal Sherman, secrétaire de l'Association d'athlétisme amateur du Kenya (aujourd'hui Athletics Kenya), lui envoie une tenue de course et des chaussures adaptées. À 14 ans, Chebichi devient la première athlète kényane à remporter une médaille aux Jeux du Commonwealth en 1974. Elle remporte la médaille de bronze au 800 m féminin en 2 min 02 s 61 s. Elle participe ensuite  au relais 4 × 400 m et au 1 500 m. Sabina Chebichi est sélectionnée pour participer aux Jeux olympiques d'été de 1976, qui se déroulent à Montréal, au Canada, du 17 juillet au 1er août, avant que son pays, le Kenya, ne boycotte les Jeux avec d'autres pays africains. Sa carrière est  interrompue par une grossesse.

## Note et références
1. ↑  « Our heroes, heroines deserve better treatment », The Standard
2. ↑  « Believe in yourself: Meet the Female marathoner who run on barefoot win a gold medal » [archive du 27 juillet 2021] (consulté le 27 juillet 2021)
3. ↑  « Reuters Archive Licensing », Reuters Archive Licensing
4. ↑  « Sabina Chebichi became the first Kenyan female athlete to win a medal at the Commonwealth Games »
5. ↑  (en) « Sabina Chebichi », sur Commonwealth Games Federation (consulté le 14 août 2025)
6. ↑  Sikes, « Print Media and the History of Women's Sport in Africa: The Kenyan Case of Barriers to International Achievement », History in Africa, vol. 43,‎ 27 juin 2016, p. 323–345 (DOI 10.1017/hia.2015.28)